# カルメン・エレクトラ
カルメン・エレクトラ（Carmen Electra、本名：タラ・リー・パトリック（Tara Leigh Patrick）、1972年4月20日 - ）は、アメリカ合衆国のモデル・女優。オハイオ州・シンシナティ郊外の出身。アイルランド・ドイツ・チェロキーの血を引いている。

## 来歴
高校卒業後にカリフォルニア州に移り、そこでプリンスに出会う。彼の勧めで名前を“カルメン・エレクトラ”とし、プリンスのレコード会社と契約してラップ・グループの一員としてデビュー。1995年頃からテレビに出始めるようになる。1996年に「プレイボーイ」誌に登場、人気テレビシリーズ『ベイウォッチ』にも出演する。その後、映画にも出演しているが、『名探偵モンク』や『ジョーイ』、『HOUSE』など、テレビ出演が多い。
プライベートでは1995年から1998年までラップ・グループ、サイプレス・ヒルのBリアルと交際。1998年にはNBAで活躍したバスケットボール選手であり過激な言動でも有名なデニス・ロッドマンと結婚し知名度を上げるが、半年程で離婚した。その後、ロックバンド「モトリー・クルー」のドラマーで女優パメラ・アンダーソンの元夫であるトミー・リーと交際。2003年にミュージシャンのデイヴ・ナヴァロと結婚したが、2007年2月に離婚した。
エクササイズDVD『カルメン・エレクトラのセクシー・ボディ・レッスン』（Carmen Electra's Aerobic Striptease）をプロデュース。ストリップの動きを取り入れたユニークなダンス・エクササイズを考案し、DVDでは彼女自身が実演している。　

## 主な出演作品
- ベイウォッチ Baywatch (1997-1998)
- 宇宙で最も複雑怪奇な交尾の儀式 The Mating Habits of the Earthbound Human (1999)
- 最終絶叫計画 Scary Movie (2000)
- 処刑人 アナザーバレット Whacked! (2002)
- 最'新'絶叫計画 Scary Movie 2 (2001)
- ザ・シンプソンズ The Simpsons (2002) 声の出演
- アップタウン・ガールズ Uptown Girls (2003)
- セレブな彼女の落とし方 My Boss's Daughter (2003)
- スタスキー&ハッチ Starsky & Hutch (2004)
- 12人のパパ2 Cheaper by the Dozen 2 (2005)
- 最'愛'絶叫計画 Date Movie (2006)
- 最終絶叫計画4 Scary Movie 4 (2006)
- 鉄板英雄伝説 Epic Movie (2007)
- ほぼ300 Meet the Spartans (2008)
- ディザスター・ムービー!おバカは地球を救う Disaster Movie (2008)
- ダブルヘッド・ジョーズ 2-Headed Shark Attack (2012)

## DVD
- カルメン・エレクトラのセクシー・ボディ・レッスン　Carmen Electra's Aerobic Striptease 　エクササイズDVD
- カルメン・エレクトラのセクシー・ボディ・レッスン　DVD-BOX
- カルメン・エレクトラのセクシー・ボディ・レッスン　BE SEXY
- カルメン・エレクトラのセクシー・ボディ・レッスン  BE SWEET
- カルメン・エレクトラのセクシー・ボディ・レッスン　BE HAPPY
- カルメン・エレクトラのセクシー・ボディ・レッスン　BE ACTIVE

- カルメン・エレクトラのセクシー・ボディ・レッスンMAX   2008年7月25日発売
- カルメン・エレクトラのセクシー・ボディ・レッスンMAX　ツインパック
- カルメン・エレクトラのセクシー・ボディ・レッスンMAX　IN THE BEDROOM
- カルメン・エレクトラのセクシー・ボディ・レッスンMAX　IN THE CLUB